# Magic Night
Magic Night è il dodicesimo album dal vivo del gruppo musicale rock britannico Uriah Heep. È stato registrato al London Astoria, l'8 novembre del 2003, e pubblicato l'anno successivo. Sul palco sale anche John Lawton.

## Tracce
1. Easy Livin' (Hensley) – 2:38
2. Shadows of Grief (Hensley/Byron) – 6:11
3. Cry Freedom (Box/Lanzon) – 3:41
4. Pilgrim (Hensley/Byron) – 6:18
5. Bad Bad Man (Lanzon) – 3:39
6. Devil's Daughter (Byron/Box/Hensley/Kerslake) – 4:44
7. Wise Man (Hensley) – 4:12
8. Firefly (Hensley) – 1:59
9. Heartless Land (Box/P.Lanzon/M.Lanzon) – 1:48
10. Free Me (Hensley) – 3:25
11. The Wizard (Hensley/Clarke) – 3:50
12. Love In Silence (Box/Lanzon) – 6:46
13. Been Away Too Long (Hensley) – 3:57
14. Stealin' (Hensley) – 5:21
15. Too Scared to Run (Box/Daisley/Goalby/Kerslake/Sinclair) – 4:00
16. The Other Side of Midnight (Box/Daisley/Goalby/Kerslake/Sinclair) – 4:29

## Formazione
- Bernie Shaw - voce
- Mick Box - chitarra
- Phil Lanzon - tastiere
- Trevor Bolder - basso
- Lee Kerslake - batteria